# 弗朗茲山
弗朗茲山（英語：Mount Frontz）是南極洲的山峰，位於瑪麗伯德地，屬於威斯康辛山脈的一部分，海拔高度2,010米，美國地質調查局根據測量和美國海軍拍攝的空中照片繪入地圖，現時由南極條約體系管理。